# Заболочування

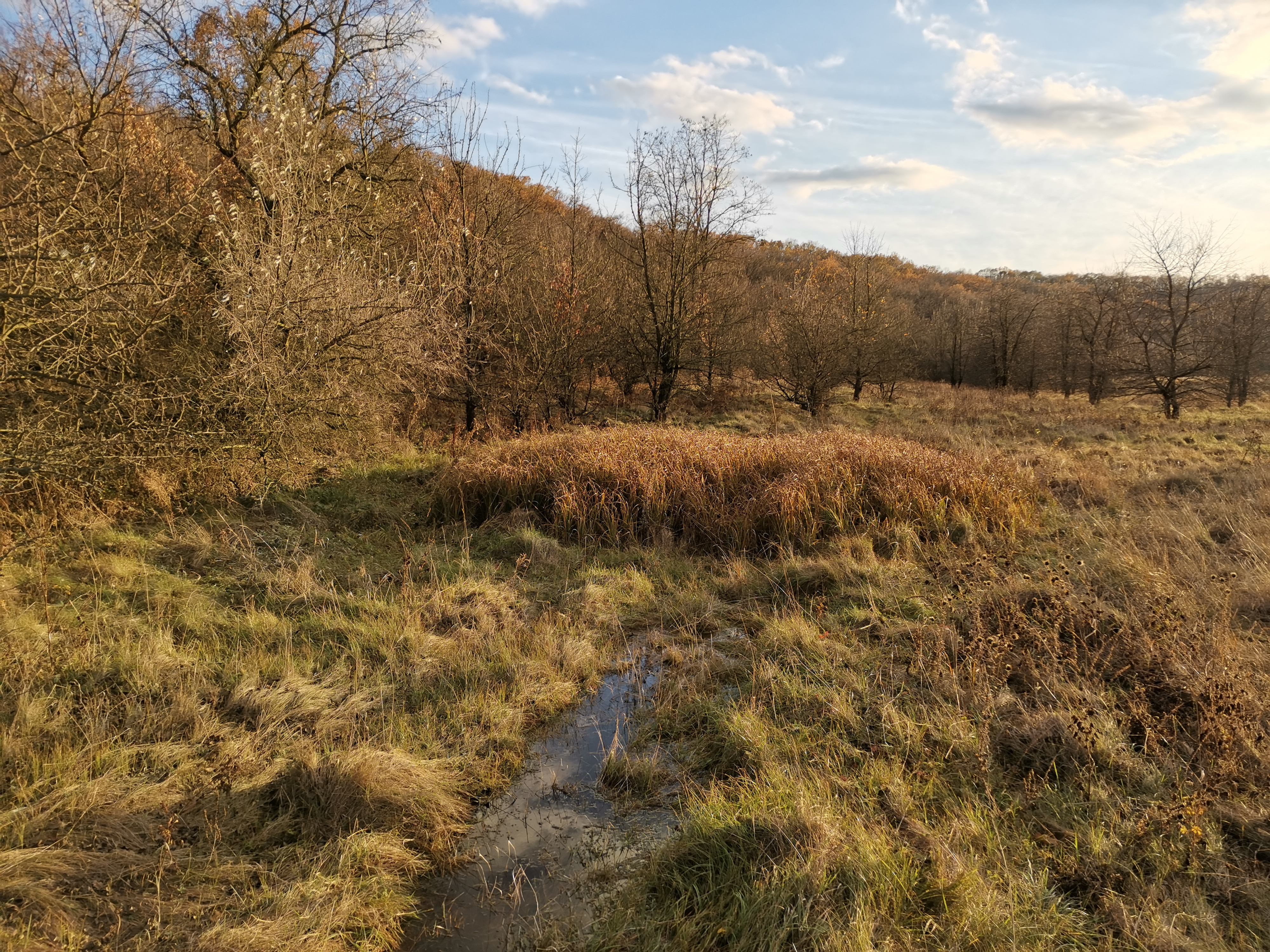
Заболочування ґрунту в наслідок виходу джерела поблизу річки Багачки, смт. Велика Багачка Полтавської області.

Заболочування або заболо́чення ґрунту — підняття рівня підґрунтових вод чи підтоплення земель в результаті погіршення стоку, утворення плужної підошви, погіршення умов випаровування, інтенсивного випадання опадів, гідромеліоративних робіт.
У сільському господарстві різні культури потребують повітря (зокрема, кисню) на більшу чи меншу глибину в ґрунті. Перезволоження ґрунту зупиняє потрапляння повітря.
Болотний процес ґрунтоутворення відбувається за умов перезволоження ґрунтів поверхневими та підґрунтовими водами. Причини перезволоження ґрунту: на рівнинах при слабкому стіканні води, або за наявності щільних горизонтів (шарів) у товщі ґрунту чи материнській породі; при накопиченні води у замкнутих депресіях (пониженнях). Неглибоке залягання підґрунтових вод також обумовлює перезволоження, яке призводить до розвитку болотної рослинності. На розвиток болотних ґрунтів впливають два процеси – торфоутворення й оглеєння. На заплавах в Поліссі часто виділяються мінеральні болотні та лучно-болотні ґрунти. Їх називають алювіальними болотними та лучно-болотними ґрунтами, а їх характерна особливість це оглеєння майже всього ґрунтового профілю. В умовах перезволоження розвивається болотна рослинність, яка поступово накопичується на поверхні ґрунту у вигляді торфового шару. В такому випадку утворюються оторфовані ґрунти або в деяких випадках — торфовища. 
На плоских ділянках з неглибоким дренажем або в пониженнях з уповільненим стоком утворюються болота. В результаті надлишку вологи і розвитку анаеробних умов ліси в такій місцевості гинуть, що сприяє ще більшому заболочування через скорочення транспірації (виведення води з ґрунту за рахунок всмоктування її корінням рослин і випаровування з листя). Іноді заболочування може відбуватися з вини людини, наприклад, при зведенні дамб і гребель для ставків і водосховищ.